# Cratere Kartini
Kartini  è un cratere sulla superficie di Venere di 23,4 km di diametro. Porta il nome di Raden Adjeng Kartini (1879-1904), militante femminista giavanese.